# رؤیا

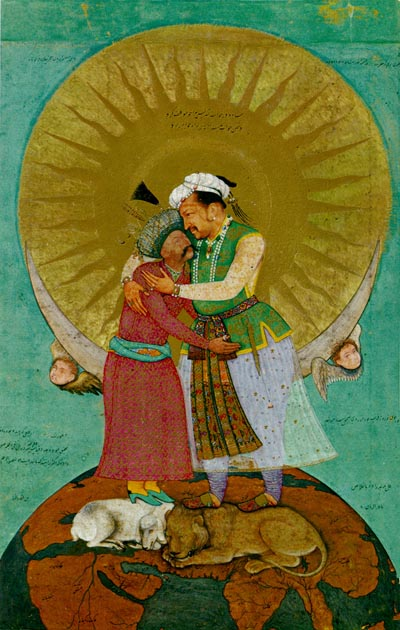
خواب جهانگیرشاه امپراتور مغول هند: جهانگیر (راست) بر فراز جهان شاه عباس را در آغوش می‌گیرد. حدود سال ۱۶۲۰ میلادی. در این خواب، جهانگیر شاه عباس صفوی را بغل کرده‌است. هر دو بر بالای جهان بر روی پشت یک شیر و بره ایستاده‌اند. شیر و بره با همدیگر نماد صلح و تناسب فهمیده شده که پیشنهاد می‌کند که این دو پادشاه در صلح با یکدیگر خواهند بود. جهانگیر شاه عباس را در حالت تسلیم خواب دیده‌است و خود را بالاتر از شاه عباس دیده‌است که این را پیشنهاد می‌کند که جهانگیر در بالای جهان ایستاده و شاه عباس رتبه دو را دارد.

رؤیا مسیر شناخت، تحریک احساسات، آگاهی، ارتقا شناخت است و تجربهٔ افکار، تصاویر یا احساساتی است که در هنگام خواب عمیق (اغلب در مرحله خواب آر ای ام) به شکل غیر ارادی انجام می‌پذیرد. رؤیا ممکن است شامل اتفاقات عادی و روزمره یا عجیب و غریب بشود. انسان‌ها به صورت تاریخی همواره اهمیت زیادی برای رؤیا قائل بوده به طرق مختلف به آن نگریسته‌اند. به عنوان مثال: گروهی آن را پنجره‌ای به سمت مقدسات، گذشته، آینده یا دنیای مردگان در نظر گرفته‌اند. برخی جوابهای خلاقانه‌ای برای سؤالات فکری یا عاطفی خویش در رؤیاها یافته‌اند، و هنرمندانی ایده‌های هنری نوینی از خواب اتخاذ کرده‌اند. معروف‌ترین نظریه روانشناسی در مورد اهمیت رؤیاها متعلق به زیگموند فروید است. فروید عقیده داشت که خواب از آن جهت حائز اهمیت می‌باشد که امیال سرکوب شده‌ای که خودآگاه از آن‌ها مطلع نیست عموماً به اشکال نمادینی در خواب ظاهر می‌شوند. نظریه دیگر متعلق به یونگ بوده که خواب را افشاگر ذهن ناخودآگاه می‌دید. به عقیده یونگ، خواب حوادث آینده را پیش‌بینی کرده و به نکاتی در شخصیت خواب بیننده که شخص از آن‌ها غافل شده‌است اشاره می‌کند. نظریه‌ای دیگر خواب را بر اساس بارهای الکتریکی ای که محرک بخش‌های مربوط به حافظه مغز هستند توضیح می‌دهد.
مطالعات مربوط به واسط مغز و رایانه (که بر پایه اندازگیری الکتریکی فعالیت‌های مغزی استوار هستند) نشان داده‌اند که نوزادان پنجاه درصد خواب را در وضعیت خواب رم (REM) می‌گذرانند. این زمان با افزایش سن کم شده چنانچه بالغان جوان در هر هشت ساعت خواب بین ۱٫۵ تا ۲ ساعت رؤیا می‌بینند. در هنگام خواب دیدن ضربان قلب و فشار خون، افزایش یافته و نفس خواب بیننده سریعتر می‌شود، در حالی که بدن حرکتی نمی‌کند. محروم کردن افراد از خواب-رؤیا دیدن باعث کاهش سطح مهارت‌های آن‌ها شده و آن‌ها را زودرنج می‌کند.

## رؤیا از دیدگاه زیست‌شناسی

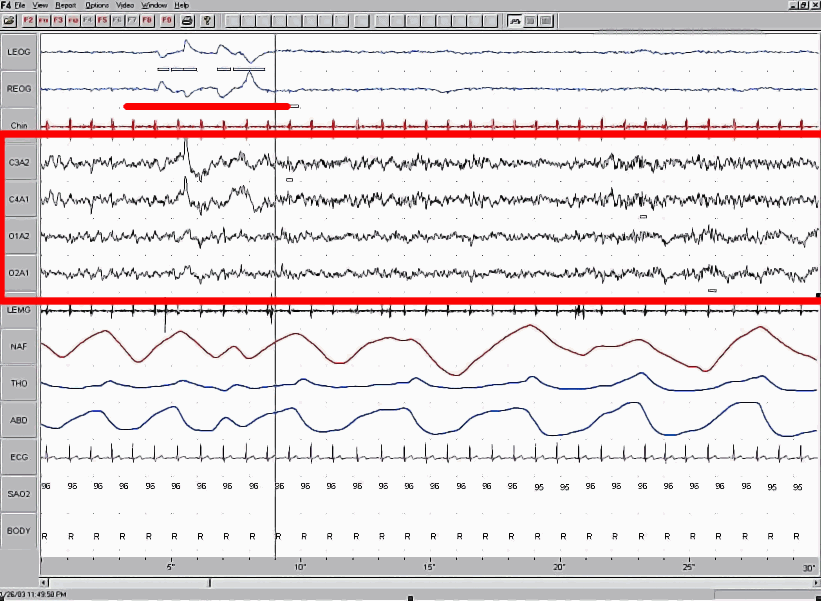
امواج مغزی اندازگیری شده توسط EEG در وضعیت رم

### سنت یهودی

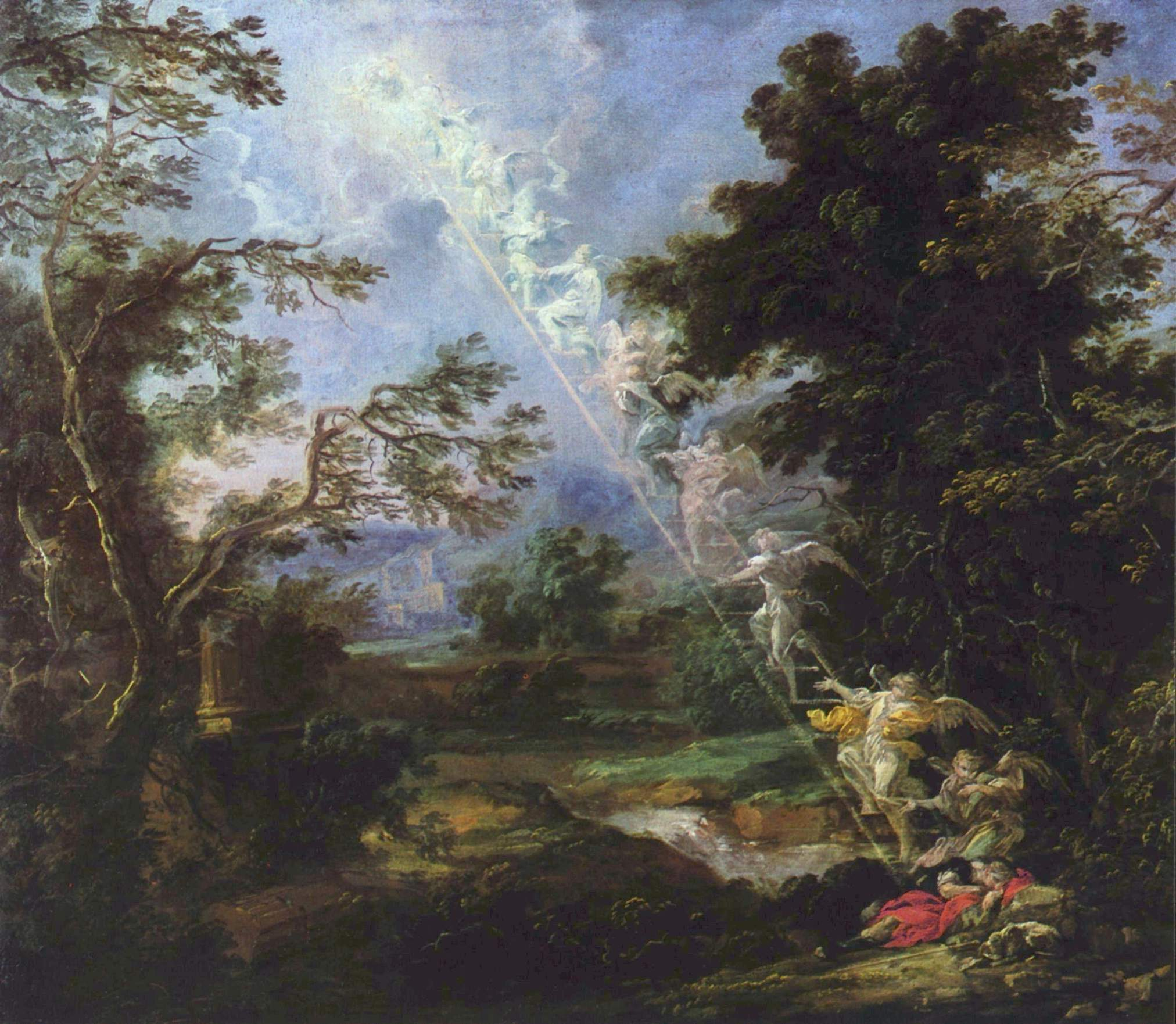
خواب یعقوب در عهد قدیم که در آن نردبانی از فرشتگان را مشاهده کرد.

## مسائل فلسفی مربوط

رویا اثر پیکاسو